# Arona Mané
Arona Mané (ur. w 1946) – senegalski zapaśnik walczący w obu stylach. Dwukrotny olimpijczyk. Odpadł w eliminacjach w Monachium 1972 i Montrealu 1976. Startował w kategorii do 68 kg.

## Letnie Igrzyska Olimpijskie 1972
| Konkurencja      | Rundy eliminacyjne   | Rundy eliminacyjne       | Klas. końcowa |
| Konkurencja      | Przeciwnik I         | Przeciwnik II            | Miejsce       |
| ---------------- | -------------------- | ------------------------ | ------------- |
| 68 kg styl wolny | Udo Schröder (DDR) P | Georges Carbasse (FRA) P | 2 runda.      |

## Letnie Igrzyska Olimpijskie 1976
| Konkurencja          | Rundy eliminacyjne     | Rundy eliminacyjne         | Klas. końcowa |
| Konkurencja          | Przeciwnik I           | Przeciwnik II              | Miejsce       |
| -------------------- | ---------------------- | -------------------------- | ------------- |
| 68 kg styl klasyczny | Dżafar Alizade (IRI) P | Markku Yli-Isotalo (FIN) P | 2 runda.      |

| Konkurencja      | Rundy eliminacyjne      | Rundy eliminacyjne     | Klas. końcowa |
| Konkurencja      | Przeciwnik I            | Przeciwnik II          | Miejsce       |
| ---------------- | ----------------------- | ---------------------- | ------------- |
| 68 kg styl wolny | Eberhard Probst (DDR) P | Sergio Fiszman (ARG) P | 2 runda.      |